# Станкевичи
Станкевичи (бел. Станкевіч, пол. Stankiewicz) — дворянский род герба Могила, восходящий к концу XV века.

## Происхождение и история рода
Род Станкевичей внесён в VI и I части родословных книг Виленской, Витебской, Волынской, Гродненской, Киевской, Ковенской, Минской, Могилёвской и Подольской губерний.
Одна из ветвей этого рода пишется Белевич-Станкевич. Ян Станкевич. при покорении Смоленска, вступил в русское подданство и в русскую службу (1657). Этот род Станкевичей внесён в VI часть родословной книги Смоленской губернии.
Другой дворянский род — потомство поручиков Николая и Владимира Станкевичей жалованных дипломом на потомственное дворянское достоинство (5 июля 1830 года).

## Известные представители
- Станкевич Иван Николай (ум. в 1657) — великий писарь Великого княжества Литовского.
- Станкевич Самойло Иванович — московский дворянин (1682)[4].
- Станкевич Николай Владимирович (1813—1840) — русский писатель, поэт, публицист и мыслитель.

## Описание герба
Щит полурассечён и пересечён. В правой верхней части, в лазоревом поле, серебряная луна вправо. В левой верхней, червлёной части, бычья голова (польский герб Буйволова голова). Внизу в золотом поле бегущий на четырёх лапах вправо лев.
На щите дворянский коронованный шлем. Нашлемник: три страусовых пера. Намёт на щите червлёный и лазоревый, подложенный золотом.